# Населённые пункты, основанные русскими на территории Дагестана
Переселенческая политика царской России — одна из важнейших вех в развитии русско-дагестанских отношений. И если традиционно русские затеречные районы — Кизлярский и Тарумовский районы, присоединённые к Дагестану в начале XX века имеют отдельную историю от остальной республики, то создание русских поселений непосредственно на территории проживания горцев — бывшие Хасавюртовский округ Терской и Дагестанская области, имело часто драматический исход для обеих сторон.
Первый этап расселения можно отнести к началу XVIII века, как правило это были поселения при укреплениях и крепостях, отставных солдат, торговцев и ремесленников.
Второй этап связан с Петром I, который заложил ряд укреплений и опорных пунктов на побережье Каспийского моря.
Третий этап охватывает период 1813—1893 гг. когда территория Дагестана окончательно вошла в состав Российской Империи. С этого времени шло строительство русских укреплений и крепостей близ крупных горских аулов — крепости Внезапная, Евгеньевская, Преображенская, Бурная, Чирюрт, Хаджалмахи и др., и размещение в них русских солдат. Которые впоследствии образовывали вокруг них слободы. Часть поселений образованные русскими в силу ряда экономических и политических причин развились до уровня городов — Темир-Хан-Шура (Буйнакск), Петровское (Махачкала), Хасавюрт. Так же притоку способствовало строительство Владикавказской железной дороги, русские переселенцы осели на многочисленных станциях. Часто поселения возникали на месте разорённых и переселённых аулов. Особенно это практиковалось в Хасавюртовском округе, где села и хутора создавались на месте переселенных не покорившихся кумыкских аулах.
И четвёртый этап переселения конец XIX — начало XX века. Когда на земли предгорной части Дагестана пришлась основная масса крестьян переселенцев из различных губерний империи. В основном переселение шло на земли Хасавюртовского округа (Кумыкская плоскость). Земли брались либо в аренду у крупных кумыкских князей, либо поселения образовывались на специальных переселенческих участках.
В период гражданской войны, а особенно после чеченского рейда в 1918 году по Хасавюртовскому округу, большая часть поселений были покинуты и заброшены.

## Список поселений
| название                               | статус                           | современное название | район             | примечание                                                                             |
| -------------------------------------- | -------------------------------- | -------------------- | ----------------- | -------------------------------------------------------------------------------------- |
| Темир-Хан-Шура                         | слобода, затем город             | Буйнакск             | Буйнакский        |                                                                                        |
| Петровск-Порт (Петровское)             | укрепление, затем город          | Махачкала            |                   | столица республики                                                                     |
| Хасавюрт                               | слобода                          | Хасавюрт             | Хасавюртовский    |                                                                                        |
| Красное село (Чирюрт)                  | укрепление, станция, затем город | Кизилюрт             | Кизилюртовский    |                                                                                        |
| Хаджалмахи                             | слобода                          | Хаджалмахи           | Левашинский       |                                                                                        |
| Алексеевка                             | слобода (село)                   | Верхнее Ишкарты      | Буйнакский        |                                                                                        |
| Дешлагар                               | слобода                          | Сергокала            | Сергокалинский    |                                                                                        |
| Новоалександровка (Ниж. Драгуны)       | село                             | Нижний Чирюрт        | Кизилюртовский    |                                                                                        |
| Царьедаровка                           | село                             | Богатырёвка          | Кировский         |                                                                                        |
| Преображенское                         | село                             | Дахадаевка           | Кумторкалинский   |                                                                                        |
| Новопокровка                           | село                             | Уллубиевка           | Кумторкалинский   | не существует                                                                          |
| ватага Сулакская                       | рыбный промысел                  | пгт Сулак            | Кировский         |                                                                                        |
| Чечень                                 | село                             | Остров Чечень        | Кировский         |                                                                                        |
| Лопатин                                | рыбный промысел, затем пгт       |                      | Кировский         | покинут в 70-е года                                                                    |
| Аликазган                              | село                             |                      | Бабаюртовский     | уничтожено паводком в сер. 50-х годов                                                  |
| Бирючек                                | село                             |                      | Кизлярский        | переселено в сер. XX в.                                                                |
| Чаканное                               | село                             |                      | Кизлярский        | переселено в сер. XX в.                                                                |
| Мазаевка                               | хутор                            | кутан Мазаевка       | Бабаюртовский     |                                                                                        |
| Тушмановка                             | хутор                            | кутан Тушмановка     | Бабаюртовский     |                                                                                        |
| Главный Кут                            | рыбный промысел                  | кутан Главный Кут    | Бабаюртовский     |                                                                                        |
| Авледкин                               | хутор                            |                      | Бабаюртовский     | не существует                                                                          |
| Иван-хутор                             | хутор                            | кутан Иван-хутор     | Бабаюртовский     |                                                                                        |
| Полтавский                             | хутор                            |                      | Бабаюртовский     | включено в состав с. Люксембург                                                        |
| Стар. Полтавка                         | хутор                            | кутан Старо Полтавск | Бабаюртовский     |                                                                                        |
| Нарышкин                               | хутор                            |                      | Бабаюртовский     | не существует                                                                          |
| Чигиринский                            | хутор                            | Щедрин               | Бабаюртовский     |                                                                                        |
| Шушанова                               | хутор                            | Шушановка            | Кизилюртовский    |                                                                                        |
| Нечаева                                | хутор                            | Нечаевка             | Кизилюртовский    |                                                                                        |
| Мациевка                               | хутор                            | Мацеевка             | Кизилюртовский    |                                                                                        |
| Языковка                               | хутор                            | Акаро                | Кизилюртовский    |                                                                                        |
| Шамшудиновка                           | хутор                            |                      | Кизилюртовский    | не существует                                                                          |
| Неверовского                           | хутор                            | Кироваул             | Кизилюртовский    |                                                                                        |
| Осадчего                               | хутор                            |                      | Кумторкалинский   | не существует                                                                          |
| Ярмаркин 1-й Ярмаркин 2-й Ярмаркин 3-й | хутор                            |                      | Хасавюртовский    | все 3 хутора в нач. XX века были объединены в одно село Ярморкино (совр. Новомехельта) |
| Дубовка                                | хутор                            |                      | Хасавюртовский    | не существует                                                                          |
| Николаевка                             | село                             | кут. Буденновка      | Хасавюртовский    |                                                                                        |
| Татьяновка                             | хутор                            | Камыш-Кутан          | Хасавюртовский    |                                                                                        |
| Яковчуков                              | хутор                            |                      | Хасавюртовский    | не существует                                                                          |
| Михаило-Архангеловское                 | село                             |                      | Хасавюртовский    | современный статус не установлен                                                       |
| Колюбакинское                          | село                             | Тотурбийкала         | Хасавюртовский    | создано на месте кумыкского села Даудотар                                              |
| Новогеоргиевка                         | село                             | Бамматбекюрт         | Хасавюртовский    | создано на месте кумыкского села Бамматбекюрт                                          |
| Владимировка (Нововладимировка)        | село                             | Бамматюрт            | Хасавюртовский    | создано на месте кумыкского села Бамматюрт                                             |
| Покровский                             | хутор                            | Покровское           | Хасавюртовский    |                                                                                        |
| Могилевский                            | хутор                            | Могилевское          | Хасавюртовский    |                                                                                        |
| Новопетриковка                         | хутор                            | Петраковское         | Хасавюртовский    |                                                                                        |
| Прянишникова                           | хутор                            |                      | Хасавюртовский    | не существует                                                                          |
| Узлуяновка                             | хутор                            | Нурадилово           | Хасавюртовский    |                                                                                        |
| Бессарабский                           | хутор                            |                      | Хасавюртовский    | не существует                                                                          |
| Ладыженский                            | хутор                            |                      | Хасавюртовский    | современный статус не установлен                                                       |
| Измайловка                             | хутор                            |                      | Хасавюртовский    | не существует                                                                          |
| Екатеринославский                      | поселок                          |                      | Хасавюртовский    | не существует                                                                          |
| Еремеевка                              | хутор                            |                      | Кизилюртовский    | не существует                                                                          |
| Темирова                               | хутор                            |                      | Кизилюртовский    | не существует                                                                          |
| Озерово                                | хутор                            |                      | Кумторкалинский   | не существует                                                                          |
| Аджаматовка                            | хутор                            |                      | Хасавюртовский    | не существует                                                                          |
| Акайчиковское                          | село                             |                      | Хасавюртовский    | современный статус не установлен                                                       |
| Кандауровское                          | село                             |                      | Хасавюртовский    | современный статус не установлен                                                       |
| Еленовское                             | село                             |                      | Хасавюртовский    | современный статус не установлен                                                       |
| Гуляевский                             | хутор                            |                      | Хасавюртовский    | не существует                                                                          |
| Новоивановский                         | хутор                            |                      | Хасавюртовский    | не существует                                                                          |
| Новонекрасовка                         | хутор                            |                      | Хасавюртовский    | не существует                                                                          |
| Баташовка № 1                          | хутор                            |                      | Хасавюртовский    | не существует                                                                          |
| Баташовка № 2                          | хутор                            |                      | Хасавюртовский    | не существует                                                                          |
| Жуковский № 1                          | хутор                            |                      | Хасавюртовский    | не существует                                                                          |
| Жуковский № 2                          | хутор                            |                      | Хасавюртовский    | не существует                                                                          |
| Шулькевич                              | хутор                            | Шулькевич            | Хасавюртовский    | опустело                                                                               |
| Грушовка                               | хутор                            |                      | Хасавюртовский    | не существует                                                                          |
| Екатериновка                           | хутор                            |                      | Хасавюртовский    | не существует                                                                          |
| Петропавловское                        | село                             |                      | Хасавюртовский    | современный статус не установлен                                                       |
| Казанский                              | хутор                            |                      | Хасавюртовский    | не существует                                                                          |
| Ивановский                             | посёлок                          | Акташ-Кордон         | Хасавюртовский    | не существует                                                                          |
| Казалиева                              | хутор                            |                      | Буйнакский        | не существует                                                                          |
| Чап-Чак                                | хутор                            |                      | Буйнакский        | не существует                                                                          |
| Малаканка                              | хутор                            |                      | Карабудахкентский | не существует                                                                          |
| станция Каякент                        | станция                          | Новокаякент          | Каякентский       |                                                                                        |
| Михайловка Тумаевка                    | хутор                            |                      | Дербентский       | включено в состав п. Мамедкала                                                         |
| Андреевка                              | хутор                            | Андреевка            | Дербентский       |                                                                                        |
| Иван-кутан                             | хутор                            |                      | Дербентский       | не существует                                                                          |
| Катьтечено                             | хутор                            |                      | Дербентский       | не существует                                                                          |
| Волково                                | село                             |                      | Дербентский       | современный статус не установлен                                                       |